# Râul Cheia Rea
Râul Cheia Rea este un curs de apă, afluent al râului Sighiștel. 

## Hărți
- Harta Munții Bihor